# A. F. Cappelli Block
El A. F. Cappelli Block es un edificio comercial y residencial histórico de uso mixto en 263 Atwells Avenue, frente a DePasquale Plaza en el vecindario Federal Hill de Providence, Rhode Island. 

## Descripción
Es una estructura de ladrillo de cuatro pisos, con dos escaparates en la planta baja y unidades residenciales en los pisos superiores. Está revestido de ladrillo rojo, con ladrillos color canela en las esquinas que le dan un aspecto encofrado. Los frentes de las tiendas cuentan con acabados originales de hierro fundido. Fue construido en 1909 por Antonio Cappelli y fue (entonces como ahora) uno de los edificios más altos en el área de Federal Hill.
El bloque se incluyó en el Registro Nacional de Lugares Históricos en 1980. 